# Sergio Andrade
Sergio Andrade (ur. w Gwatemali, Gwatemala) – gwatemalski muzyk, autor tekstów, basista, współzałożyciel zespołu Lifehouse. Zespół założył wraz z Jasonem Wade’em (którego poznał w Los Angeles) w 1999 roku. Opuścił zespół w 2004 roku. W zespole grał na gitarze basowej, ale również na flecie, keyboardzie, puzonie i różnych instrumentach perkusyjnych.

## Dyskografia z zespołem Lifehouse
- No Name Face (2000)
- Stanley Climbfall (2002)